# Torcegno
Torcegno  (deutsch veraltet: Türtchein) ist eine Gemeinde der Provinz Trient in der  italienischen Region Trentino-Südtirol. Sie hat 692 Einwohner (Stand 31. Dezember 2023) auf 15 km², das ergibt eine Bevölkerungsdichte von 45 Einwohnern pro km².

## Demografie
Torcegno zählt ungefähr 261 Haushalte. Den Zahlen des Nationalen Instituts für Statistik (ISTAT) zufolge stieg die Einwohnerzahl im Zeitraum 1991–2001 um 9,0 %.
| Jahr | Einwohner |
| ---- | --------- |
| 1991 | 623       |
| 2001 | 679       |

## Geografie
Torcegno grenzt an die Gemeinden Palai im Fersental, Telve di Sopra, Florutz, Ronchi Valsugana, Roncegno und Borgo Valsugana.